# Barlaston

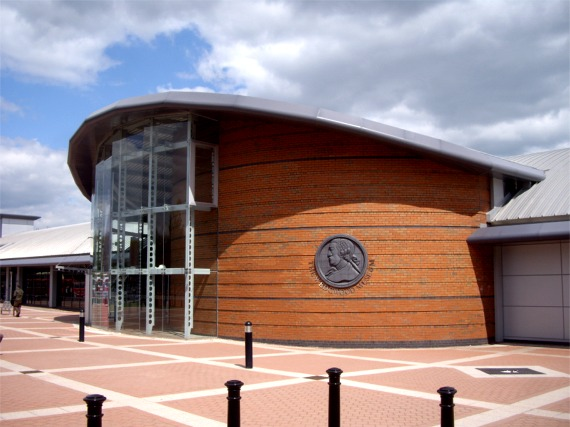
V&A Wedgwood Collection

Barlaston es una localidad situada en el municipio de Stafford, en el condado de Staffordshire (Inglaterra). Tiene una población estimada, a mediados de 2019, de 2008 habitantes.
En la localidad está la Wedgwood Collection, propiedad del Victoria & Albert Museum.

## Demografía
Según el censo de 2001, en ese momento Barlaston tenía 2659 habitantes (47,91% varones, 52,09% mujeres) y una densidad de población de 218,13 hab/km². El 14,44% eran menores de 16 años, el 72,55% tenían entre 16 y 74, y el 13,01% eran mayores de 74. La media de edad era de 46,53 años. Del total de habitantes con 16 o más años, el 20,35% estaban solteros, el 60,62% casados, y el 19,03% divorciados o viudos.
Según su grupo étnico, el 99,25% de los habitantes eran blancos, el 0,38% mestizos, el 0,26% asiáticos, y el 0,11% negros. La mayor parte (97,71%) eran originarios del Reino Unido. El resto de países europeos englobaban al 0,9% de la población, mientras que el 1,39% había nacido en cualquier otro lugar. El cristianismo era profesado por el 84,62%, el hinduismo por el 0,15%, el judaísmo por el 0,11%, el islam por el 0,15%, el sijismo por el 0,11%, y cualquier otra religión, salvo el budismo, por el 0,11%. El 8,24% no eran religiosos y el 6,51% no marcaron ninguna opción en el censo.
Había 1150 hogares con residentes y 27 vacíos.